# Graddonidiscus
Graddonidiscus is een geslacht van schimmels uit de familie Hyaloscyphaceae. De typesoort is Graddonidiscus coruscatus.

## Soorten
Volgens Index Fungorum telt het geslacht drie soorten (peildatum februari 2022): 
| Soortnaam                   | Auteur(s)                   | Publicatiejaar |
| --------------------------- | --------------------------- | -------------- |
| Graddonidiscus californicus | (Raitv. & R. Galán) Raitv.  | 2004           |
| Graddonidiscus coruscatus   | (Graddon) Raitv. & R. Galán | 1992           |
| Graddonidiscus hispanicus   | Raitv. & R. Galán           | 1992           |